# Megalopolisul japonez
Megalopolisul japonez (太平洋ベルト, lit. "Centura Pacificului"), de asemenea, cunoscut sub numele de Coridorul Tōkaidō, este numele unui megalopolis din Japonia ce se întinde de la Prefectura Ibaraki, în nord, la Prefectura Fukuoka, în sud, însumând o lungime de aprox. 1.200 km. 
Zona urbană se întinde, în principal, pe coasta pacifică (de unde și numele) a Japoniei, de la Regiunea Kantō până la Osaka, și de la Marea Interioară Seto (de ambele părți) până la Fukuoka și este concentrată de-a lungul coridoarelor de transport feroviar Tōkaidō-Sanyō.

## Aglomerări urbane

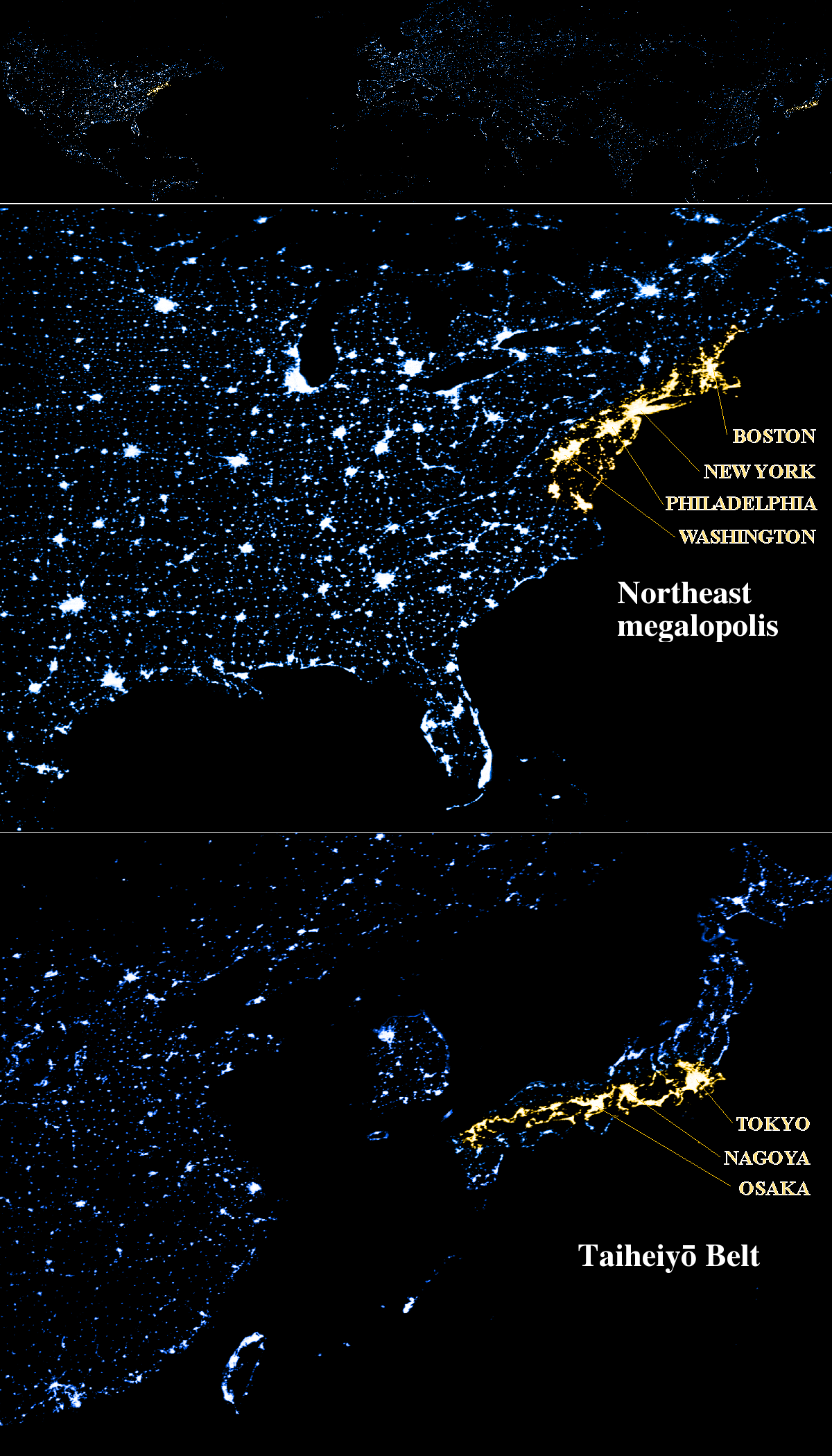
Comparație nocturnă a megapolisului BOSWASH cu megapolisul japonez

| Aglomerare urbană | Orașe principale                          | Populație       |
| ----------------- | ----------------------------------------- | --------------- |
| Shutoken          | Tokyo, Yokohama, Kawasaki, Chiba, Saitama | 43.470.148 loc. |
| Keihanshin        | Osaka, Kobe, Kyoto, Sakai                 | 18.768.395 loc. |
| Chūkyō            | Nagoya                                    | 8.923.445 loc.  |
| Daitoshiken       | Fukuoka, Kitakyushu                       | 5.738.977 loc.  |
| Hiroshima         | Hiroshima                                 | 2.064.536 loc.  |
| Okayama           | Okayama                                   | 1.646.757 loc.  |